# Азарон
Азарон — 1,2,4-триметокси-5-пропенилбензол, производное фенилпропана, существует в виде двух изомеров: α-азарона (транс) и β-азарона (цис). Летучее ароматное вещество природного происхождения.

## Свойства
Трудно растворим в воде и легко в спирте и эфире.

## Нахождение в природе
Содержится в эфирном масле аира и копытня. Обычно суммарное содержание изомеров в эфирном масле составляет около 10 %. Тем не менее эфирное масло отдельных вариантов аира содержит до 75 % β-азарона.

## Применение
Азарон обладает успокаивающим, снотворным, а при определенных условиях — и некоторым болеутоляющим действием. Обнаружена способность азарона расслаблять спазмы гладких мышц и понижать артериальное давление.